# Marie Anne de La Trémoille

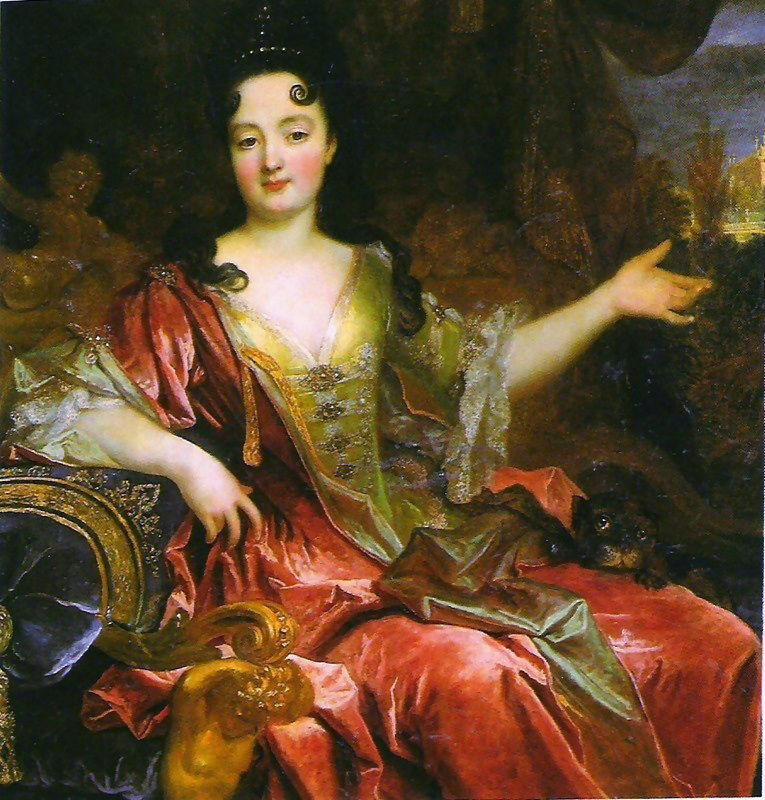
Marie Anne de La Trémoille, Duchess of Bracciano, attributed to Nicolas de Largillière

Marie Anne de La Trémoille, född 1642, död 5 december 1722, känd främst genom sin titel, prinsessan des Ursins, var en politiskt aktiv spansk (ursprungligen fransk) hovdam och gunstling. 
Hon hade en stark maktposition vid det spanska hovet och utövade ett stort inflytande politiken under den första delen av Filip V av Spaniens regeringstid, från 1701 till 1714, så som hovdam till dennas första drottning Maria Lovisa av Savojen. Hon kallades under denna tid för Spaniens mäktigaste person. Hon förvisades från Spanien på begäran av Filip V:s andra maka, Elisabet Farnese.  